# Красновське сільське поселення (Кам'янський район)
Красновське сільське поселення — сільське поселення у складі Кам'янського району Ростовської області Росії.
Адміністративний центр поселення — хутір Красновка.
Чисельність населення Красновського сільського поселення за переписом 2010 року становила 5855 осіб. 

## Географія
Розташовується Красновське сільське поселення на лівому березі річки Сіверський Донець в Кам'янському районі Ростовської області. 8 хуторів поселення розташовані на території піщаних балок й крутих берегів. Територія поселення займає 240 квадратних кілометрів, з яких більша частина припадає на землі сільськогосподарського призначення. Близько 2500 гектарів території займають ліси з хвойними породами дерев.

## Історія
Красновське сільське поселення було утворено в січні 2006 року. На його території працюють загальноосвітні школи, сільські клуби, будинок культури, лікарські амбулаторії, кілька бібліотек й фельдшерсько-акушерські пункти. Розвиваються підприємства, що займаються вирощуванням зернових та овочевих культур, плодово-ягідних культур.
Малий бізнес перейшов у фазу активного розвитку: відбувається продаж продуктів харчування, виготовляються столярні вироби. На території хутора Верхньокрасний з 2008 року працює молокозавод, що поставляє свою продукцію – молоко, масло, кефір та сметану – як на територію поселення, так і за його межі. Підприємства вирощують плодово-ягідні культури, наприклад сливи, аличу, яблуні. Їх продукція бере активну участь у виставках і нагороджується призами. На території поселення працює 8 баз відпочинку. На території хутора Михайловка розвивається лісове господарство, історія якого нараховує близько 60 років. Там вирощуються хвойні й листяні породи дерев.

## Адміністративний устрій
До складу Красновського сільського поселення входять:
- хутір Красновка - 3941 особа (2010 рік);
- хутір Верхньокрасний - 263 осіб (2010 рік);
- хутір Вишневецький - 507 осіб (2010 рік);
- хутір В'язівка - 29 осіб (2010 рік);
- хутір Михайловка - 473 осіб (2010 рік);
- хутір Стара Станиця - 106 осіб (2010 рік);
- хутір Филиппенков - 490 осіб (2010 рік);
- хутір Харьковка - 46 осіб (2010 рік).